# Chaplin se vrací z flámu
Chaplin se vrací z flámu (anglicky One A.M.) je americká filmová groteska z roku 1916, kterou Charlie Chaplin natočil v době svého působení pro společnost Mutual.

## Úvod
Pro natočení svého v pořadí čtvrtého filmu pro společnost Mutual, se kterou na počátku roku 1916 podepsal kontrakt na dvanáct dvoudílných snímků a pro jejichž natočení dostal naprostou svobodu, se Chaplin nechal inspirovat svými music-hallovými a kabaretními počátky, a to především svým slavným skečem z dob působení v Karnově skupině „Noc v londýnském kabaretu“. Film Chaplin se vrací z flámu (One A.M.; 1916) se odlišuje nejen od celé série pro Mutual, ale nemá obdobu v celé jeho tvorbě. Film samotný je ve skutečnosti Chaplinovým sólovým výstupem, pouze v úvodní scéně filmu je na plátně přítomen jiný herec (Albert Austin) v roli zcela pasivního řidiče taxislužby, poté jsou Chaplinovými spoluhráči, a to zcela rovnocennými, již jen neživé předměty jeho domácnosti.
Film, jehož premiéra se uskutečnila 7. srpna 1916, byl natočen v ateliérech Lone Star společnosti Mutual, stejně jako většina ostatních Chaplinových filmů pro tuto společnost.

## Obsazení
| Charlie Chaplin | opilec     |
| Albert Austin   | řidič taxi |

## Synopse
Před domem zastavuje vůz taxislužby a v něm se po prohýřené noci vrací domů silně společensky unavený elegán s pelerínou a cylindrem (Chaplin). Taxikář (Austin) nehnutě sleduje počínání svého nočního zákazníka, který se snaží vystoupit z auta a zaplatit. Před domem se elegán s vervou pouští do hledání klíče od domu. Když jej ani po usilovném hledání nenachází, rozhodne se do domu dostat oknem. V okamžiku, kdy se dostává do svého bytu oknem nachází dlouho hledaný klíč a proto se oknem vydává opět ven, aby si mohl odemknout a vstoupit do domu dveřmi. Ve svém domově je již opilý elegán obklopen pouze již jen neživými běžnými domácími předměty, které pro něj představují rovnocenného partnera. Kluzký koberec je následován kulatým stolem ve vstupní hale, kolem kterého se rozpoutá divoká honička za láhví whiskey. Medvědí kožešiny na zemi se mění v divokou zvěř, se kterou svádí opilec nelítostný boj. Je čas jít se uložit ke spánku a tak se opilec vydává po dvojitých schodech do prvního patra, odkud je hodinami s obrovitým kyvadlem navrácen do přízemí. Následují další a další marné pokusy, a to nejenom po schodišti, ale také šplhem po věšáku. Když se konečně dostává do své ložnice, čeká jej rozhodující zápas se záludným mechanismem skládací postele. Boj končí opilcovým rezignovaným ulehnutím ke spánku do vany.